# ألون بن مئير
بالإنكليزية Alon Ben-Meir وبالعربية ألون بن مئير صحفي إسرائيلي من أصل عراقي. ولد في بغداد عام 1937. مختص بسياسات الشرق الأوسط، وخاصة مفاوضات السلام بين إسرائيل والعالم العربي. حاصل على شهادة الدكتوراه من جامعة أوكسفورد في بريطانيا. يعتبر من داعمي السلام بين الفلسطينيين والإسرائيليين ومن خصوم اليمين الإسرائيلي المتطرف.
درّس في جامعة نيويورك في الولايات المتحدة الأمريكية. ويعتبر بن مئير من أشد المتحمسين لمبادرة السلام العربية التي ظهرت عام 2002.
لديه عمود أسبوعي في جروزالم بوست، كما ينشر مقالات في ميديل إيست بوست، ونيوساينز مونيتر ولوموندو. يجيد الحديث بطلاقة باللغات العربية والعبرية والإنكليزية.